# 雅罗斯拉夫·沃尔夫 (冰球运动员)
雅罗斯拉夫·沃尔夫（捷克語：Jaroslav Volf，1933年8月8日—1990年12月13日），捷克男子冰球运动员。他曾代表捷克斯洛伐克国家队参加1960年冬季奥林匹克运动会冰球比赛，结果队伍获得第四名。